# Parada de autobús

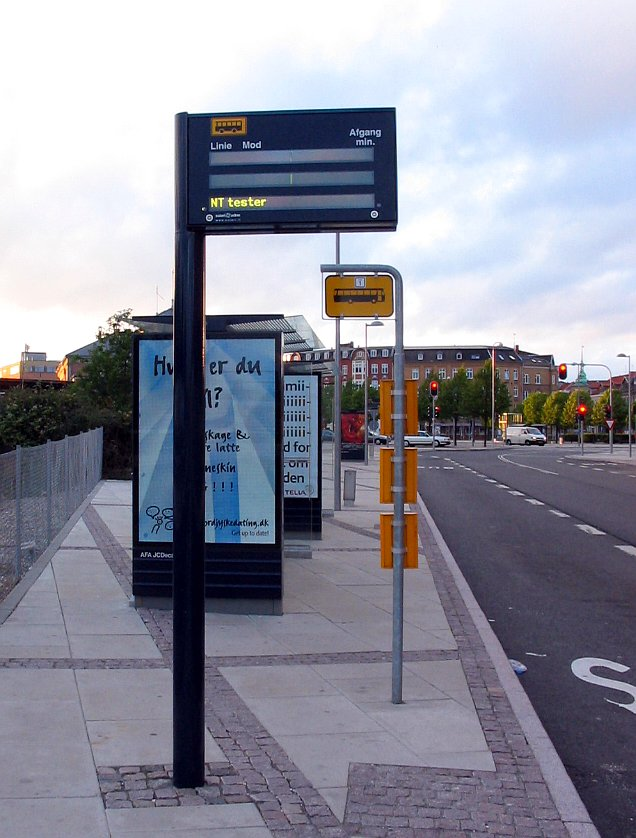
Panel informativo en tiempo real en una parada de bus, Aalborg.

La parada de autobús es un elemento urbano, perteneciente al mobiliario urbano caracterizado por ser un  espacio público, multifuncional de uso social y colectivo, de dimensiones acotadas, destinado a acoger a pasajeros en la espera de un  transporte público de parada  específica a dicha localización. Se sitúa en la calzada, donde funciona a modo de referencia física visible de la existencia del paso de los autobuses. Esta "estación de transferencia" facilita el encuentro entre pasajeros y vehículos de transporte público de superficie. Su objetivo es proporcionar el acceso al sistema de transporte público, es decir, la facilidad para entrar y salir del sistema.
La señalética  es la  forma más simple de parada de autobús e indispensable, ya que ayuda a los pasajeros y los operadores de autobuses a  identificar el lugar designado de la parada, además de publicitar los servicios y rutas que le son designados. Este elemento urbano es considerado también como un refugio peatonal de orden básico, que tiene como propósito ofrecer las condiciones mínimas para comodidad, eficiencia y protección contra las inclemencias del tiempo al permanecer en espera.
Las paradas de autobuses podrían entenderse como un dispositivo de intercambio  pasajero-autobús que contribuye a un funcionamiento óptimo del sistema de flujo del transporte público, ya que ayuda a establecer un ritmo específico en la dinámica vial urbana; dentro de la ciudad, su diseño y morfología responde a la relevancia del lugar en relación con el contexto urbano donde se emplaza y, en términos económicos, su implementación debería ser justificada considerando la demanda de pasajeros, el tiempo de espera, el grado de exposición al viento y al tiempo, aunque se recomienda el uso de refugios peatonales aun cuando estas condiciones no se den en la práctica, debido a que su implementación hace más atractivo el paradero tanto para los pasajeros como para los operadores de autobús, puesto que es más fácil de identificar.

## Historia
El nacimiento de las paradas de autobuses no ocurre hasta la invención del denominado “ómnibus”, nueva modalidad de transporte que permitía ser de uso colectivo sin necesidad de una previa reserva para abordarlo. Los primeros servicios de autobuses se desarrollaron en Inglaterra, posiblemente por John Greenwood en 1824, quien era guardián de una puerta de peaje de Pendleton a Mánchester-Liverpool, quien compró un caballo y un carro con varios asientos y comenzó un servicio de ómnibus entre esos dos lugares. Su idea fue pionera en ofrecer un servicio que recogía o dejaba a sus pasajeros en cualquier parte del recorrido donde se solicitara. Más tarde, añadió servicios diarios a Buxton, Chester y Sheffield. La línea desató de inmediato una competencia y una densa red de servicios de ómnibus que emergieron rápidamente en la zona, actuando a menudo como alimentadores a los ferrocarriles. En 1865, la compañía de Greenwood y sus competidores fusionaron en el Manchester Carriage Company.
Hasta ese momento, los recorridos de los ómnibuses tenían dos paradas establecidas que eran su punto de partida y su destino final. Sin embargo, a lo largo del recorrido no existían evidencias físicas de paradas específicas, sino que la parada y el abordaje al vehículo dependían de la solicitud del pasajero. La primera parada de autobús registrada en imágenes fue en Bishops Stortford, y se estima que fue construida por el año 1890 en Inglaterra. Esta vinculaba a Bishops Stortford con la ciudad de Colchester.

## Tipologías

### Por ubicación
La ubicación de una parada de autobús se refiere al emplazamiento de esta con relación a la intersección de vías más cercana. Hay tres tipos de ubicación de paradas de autobús referidas en relación con la intersección que son:
- Near side: Parada del lado cercano (aguas arriba) de la intersección de vías.
- Far side: Parada del lado lejano (aguas abajo) de la intersección de vías.
- Mid block: Parada situada a mitad de cuadra, que correspondería a medio camino entre las intersecciones de las vías.

Las paradas del lado cercano y lejano de la intersección son preferibles antes que las paradas situadas a mitad de cuadra, ya que proporciona un mayor acceso a los peatones y mayor seguridad al cruzar la calle. Sin embargo, la mejor ubicación dependerá de los patrones de circulación de vehículos y peatones en la  intersección, el enrutamiento de bus, las condiciones de las carreteras, las instalaciones peatonales y otros factores encontrados en el sitio de emplazamiento. Las paradas de autobuses se encuentran normalmente en pares, uno del lado opuesto al otro en cada lado de la calle.

### Por infraestructura

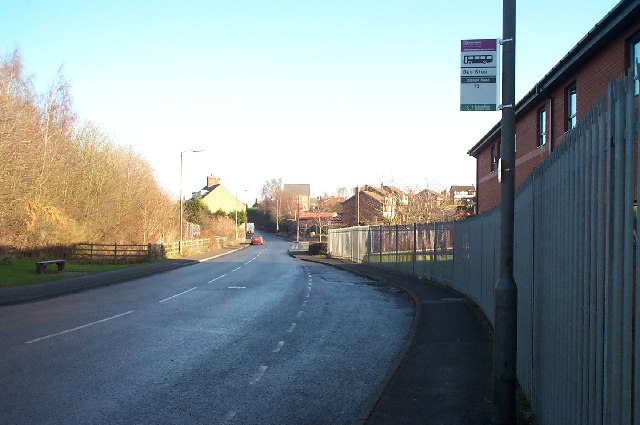
Parada básica de autobús

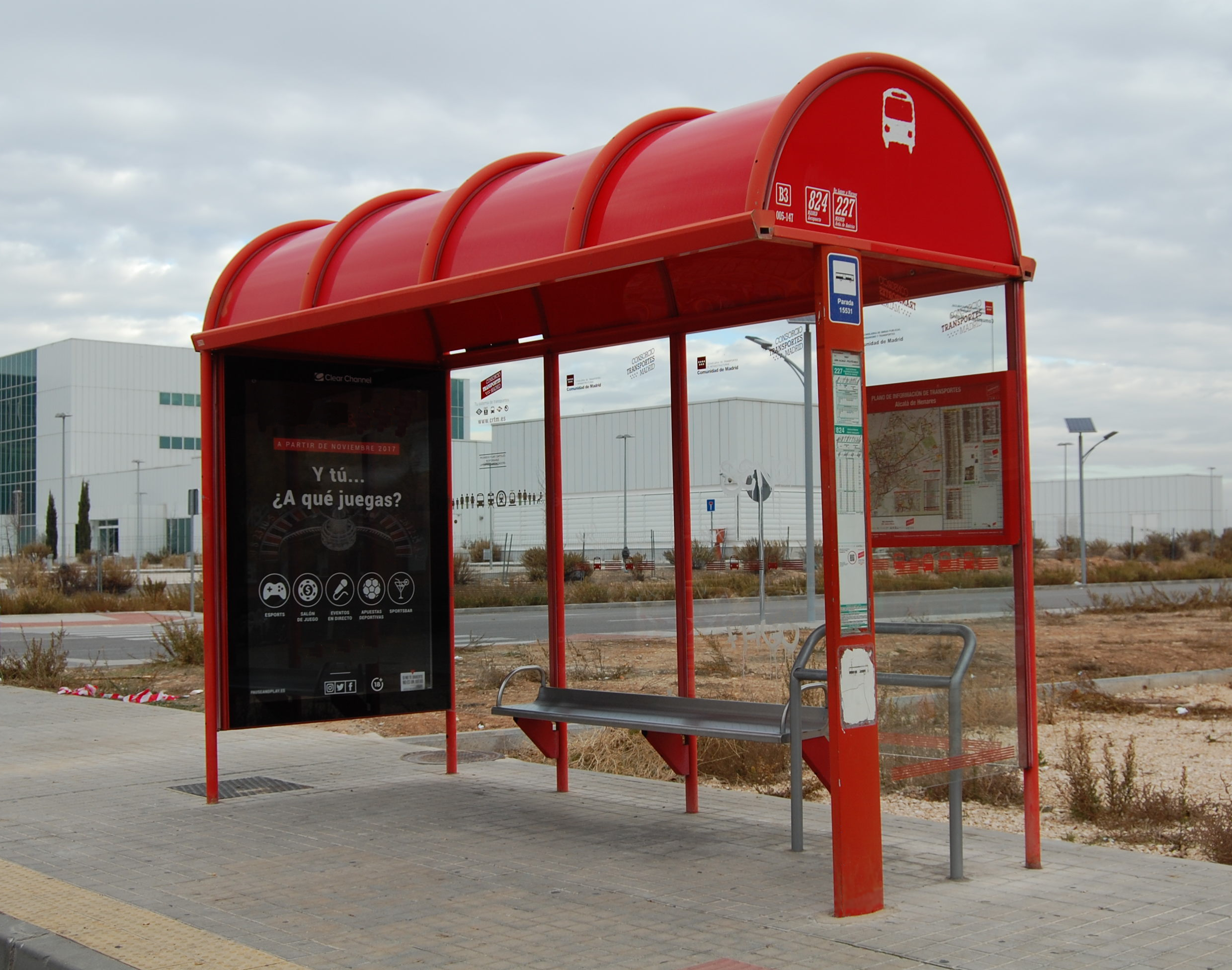
Parada de tránsito para el transporte de autobuses.

- La parada básica de autobús se identifica por ser la infraestructura más simple, compuesta  por un poste y señalética con información y horarios de transporte, una zona de embarque pavimentada, conexión a la acera y alumbrado público. Esta tipología de parada concentra alrededor de 40 pasajeros diarios. Tiene un costo aproximado de 3000 a 10000 dólares.

- El refugio peatonal se compone de poste y señalética con información y horarios de transporte, un alero (refugio) de estructura simple, zona de asientos, basurero, una zona de embarque pavimentada, conexión de la acera y alumbrado público. Esta tipología concentra alrededor de 50 a más de 100 embarques diarios de pasajeros hechos por autobuses de tránsito rápido —abreviados en inglés como BTR (Bus Rapid Transit)— y tiene como costo entre 10.000 y 30.000 dólares americanos.

- La parada de tránsito está compuesta por señalética con información y horarios de transporte, un refugio de estructura mayor a la de los refugios peatonales y con un diseño distintivo, asientos, plataforma, nivel de embarque, mapa del sistema, basurero, alumbrado público y, en algunos casos, pago de tarifa externa. Esta tipología concentra alrededor de 1000 embarques diarios y tiene un costo de 450.000 a 2 millones de dólares americanos.

- La estación cerrada de autobuses se diferencia de las otras por su estructura de mayor tamaño de diseño distintivo y por estar cerrada con compuertas que se abren una vez que llega el autobús al andén, lo que proporciona mayor seguridad y confort frente a las inclemencias del tiempo. Esta tipología se compone de señalética con información y horarios de transporte, asientos, plataforma, nivel de embarque, mapa del sistema, basurero y pago de tarifa interna. Esta parada concentra diariamente alrededor de 1000 embarques y tiene un costo de 5 000 000 a 50 000 000 de dólares americanos.[5]

## Parámetros de eficiencia
Para que un paradero sea eficiente en su funcionamiento, se debe tener en cuenta por lo general la condición de refugio que proporciona, que debe asegurar una protección frente a las condiciones climáticas externas, una fácil manutención del mobiliario, suficiente espacio para sentarse, asientos cómodos, higiene y adecuada ventilación e iluminación. Por otra parte, debe proporcionar una clara identificación de los recorridos de los buses, con señalética visible, y para mejor claridad de información, contener mapas de rutas, además de ser seguros de fácil acceso tanto para buses como para pasajeros, incluyendo un acceso para discapacitados.

## Galería de imágenes

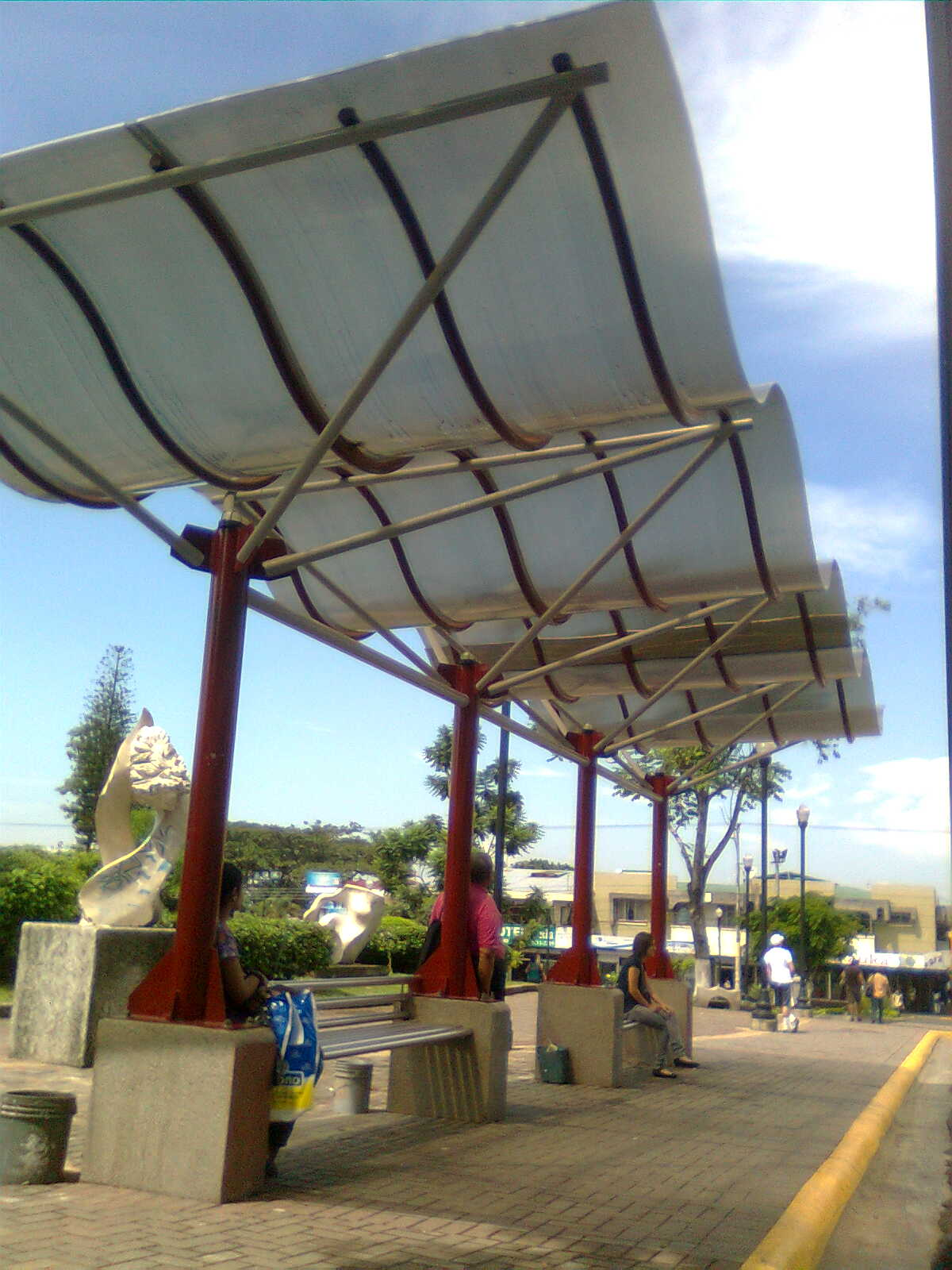
Parada de autobús en Alajuela, Costa Rica, acompañada por obras de arte.
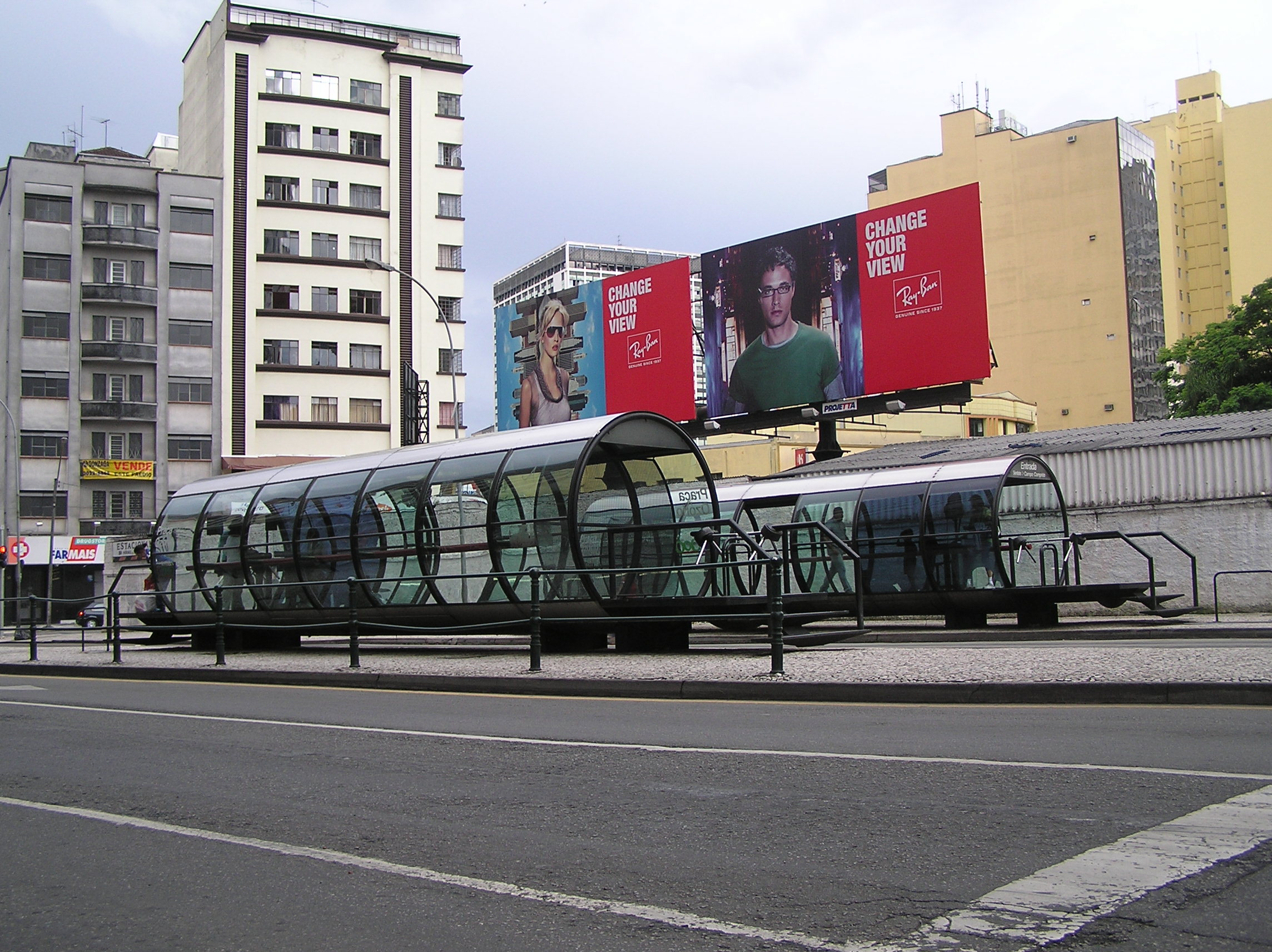
Una parada de autobús de tubo en Curitiba, Brasil.
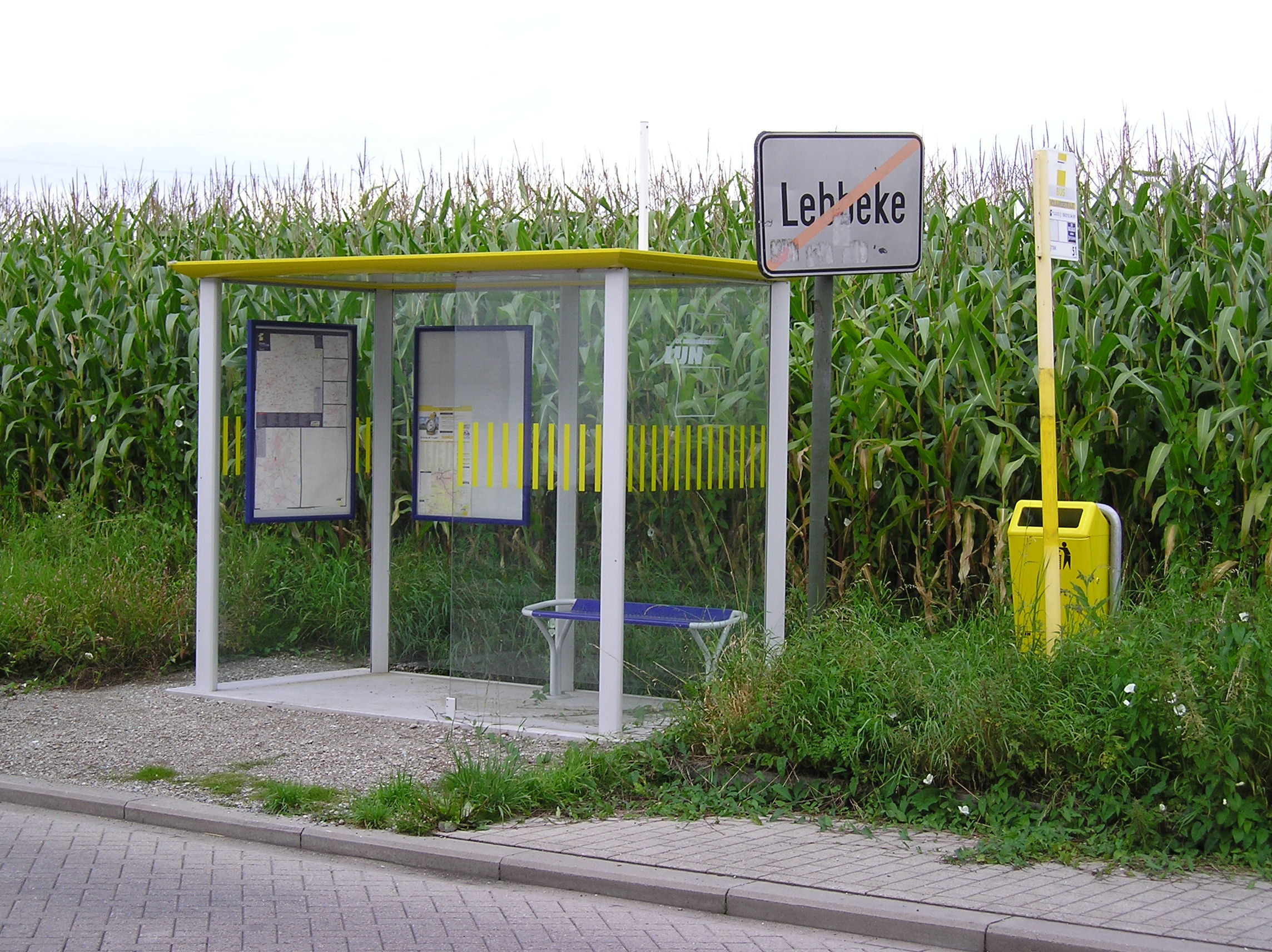
Esta parada en Bélgica cuenta con marquesina con techo, bancos, recorridos y horarios de las líneas de autobús y tacho de basura.
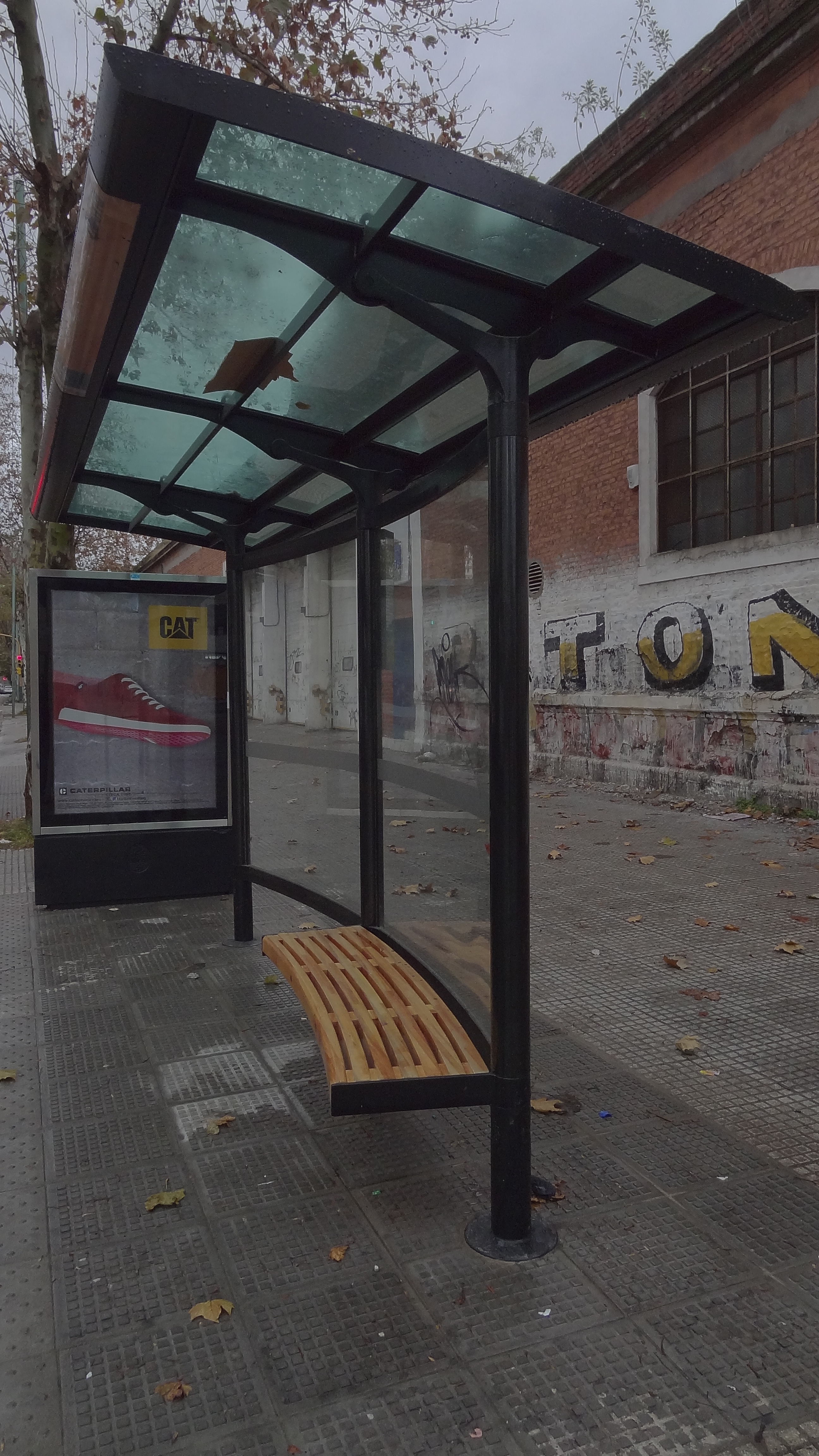
Parada de colectivo en Buenos Aires.